# Piovono polpette
Piovono polpette (Cloudy with a Chance of Meatballs) è un film d'animazione del 2009 diretto da Phil Lord e Chris Miller.
Il film, realizzato in computer grafica 3D e prodotto in stereoscopia dalla Sony Pictures Animation, è ispirato al libro per bambini Cloudy with a Chance of Meatballs (lett. "Nuvoloso con una possibilità di polpette") scritto da Judi Barrett e illustrato da Ron Barrett.
Sceneggiato dagli stessi registi, a detta degli stessi autori il film vuol essere un omaggio ed una parodia del genere catastrofico, citando film come Twister, Independence Day, Armageddon - Giudizio finale, La diga della paura e The Day After Tomorrow - L'alba del giorno dopo. Il film ha dato vita a un franchise.

## Trama
Flint Lockwood è un bambino che vive sull'isola di Swallow Marina. Un giorno a scuola presenta una sua invenzione chiamata "scarpe spray", ma viene deriso dagli altri bambini, poiché quelle scarpe, una volta indossate, non possono essere più rimosse. Nonostante questo, la madre lo incoraggia a non smettere di seguire la sua passione per l'inventiva e gli regala un camice da laboratorio. Così, all'interno del suo laboratorio, col passare del tempo, Flint costruisce varie invenzioni, tra cui i "topo-uccelli" e l'"auto volante", ognuna delle quali presenta tuttavia dei problemi.
Anni dopo, Flint è diventato adulto e Swallow Marina si trova in crisi, siccome la fabbrica delle scatolette di sardine Baby Brent ha chiuso, costringendo tutti gli abitanti dell'isola a mangiare le sardine avanzate. Ma Flint, insieme all'assistente scimmia Steve, riesce a inventare una macchina che trasforma l'acqua in cibo: il FLDSMDFR (Flint Lockwood Diatonic Super Mutating Dynamic Food Replicator, traducibile come "Replicatore diatonico-dinamico di alimenti super mutanti di Flint Lockwood"). Il primo test però fallisce in quanto la macchina richiede una quantità di energia elettrica enorme. Il padre di Flint, Tim, cerca di dissuadere il figlio dalle invenzioni, sperando che inizi a lavorare al negozio di pesca con lui.
Il giorno seguente, il sindaco Shelbourne decide di creare Sardinalandia, un parco dei divertimenti a tema sardine, e di inaugurarla il giorno stesso. Dopo essere stato preso in giro da Brent (la ex mascotte della fabbrica ormai chiusa), Flint se ne va dal negozio del padre e decide di collegare il FLDSMDFR alla centrale elettrica della città. Intanto da lontano arriva Sam Sparks (una giovane stagista inesperta) assieme al suo assistente Manny, per mandare in diretta televisiva l'inaugurazione. Nel frattempo, Flint riesce a collegare la sua invenzione alla centrale, ma la macchina accumula troppa potenza e diventa un razzo che causa dei danni a Sardinalandia, per poi sparire nel cielo. Flint scappa via rifugiandosi verso il porto, ma viene raggiunto da Sam e i due fanno amicizia. Successivamente a Swallow Marina iniziano a piovere cheeseburger e Flint capisce che la sua invenzione ha funzionato, mentre Sam e Manny diffondono la notizia.
Nei giorni seguenti, i cittadini iniziano a fare ordinazioni a Flint, che inizia a mandarle alla macchina grazie a un dispositivo comunicativo, mentre il sindaco approfitta della cosa per rendere la città una meta per le crociere. Lo scienziato tenta di far colpo su Sam assemblando una casa fatta di gelatina: qui scopre che da piccola Sam era considerata secchiona per il suo desiderio, un Doppler MeteoRadar 2000 turbo, e portava un fermacoda e degli occhiali; ora si vergogna di portarli di nuovo, ma Flint la convince a non avere paura di mostrare chi è veramente.
La sera stessa, Flint porta Tim al "Senzatetto", un ristorante dove piove cibo direttamente sui piatti. Flint ha fatto piovere per l'occasione delle bistecche, che però sono di dimensioni smisurate. Con Tim che non accetta quello che il figlio ha creato, Flint se ne va e nota che il cibo sta mutando e sta diventando sempre più grande. Il sindaco, nel frattempo diventato così tanto obeso da spostarsi tramite scooter, lo convince però a partecipare alla cerimonia e a tenere il FLDSMDFR acceso. Il giorno dopo sull'isola arrivano ospiti di tutto il mondo. Sam trova nel suo furgone il marchingegno che da sempre desiderava, ma appena lo accende scopre qualcosa di terribile e tenta di avvertire Flint. Quest'ultimo la ignora e taglia il nastro alla cerimonia di inaugurazione, ma pochi secondi dopo si scatena un tornado di spaghetti al sugo con delle gigantesche polpette. Lo scienziato si precipita nel suo laboratorio, ma vi trova il sindaco che sta abusando del FLDSMDFR facendo ordinazioni spropositate. Dopo una lotta in cui Flint cerca di spegnere il FLDSMDFR inviando un codice di terminazione, Shelbourne lancia un enorme ravanello contro il congegno che gli permetteva di comunicare con la macchina, che perde il controllo e rimane circondata da un grosso miscuglio di cibo. Sam avvisa tutto il mondo dell'imminente tempesta di cibo in diretta TV.
Intanto Flint, scoraggiato, si rifugia in un bidone dell'immondizia, ma il padre lo raggiunge e lo incoraggia a spegnere la macchina facendo quello che lui ha sempre saputo fare: inventare. Così Flint inventa l'"auto volante II" e inserisce il codice di terminazione in una chiavetta USB, poi lui e il poliziotto Earl convincono i cittadini a creare con il pane tostato delle barche per fuggire dalla città, che ora è coperta da tonnellate di cibo. Flint, Sam, Manny, Steve e Brent partono a bordo dell'auto volante II verso il FLDSMDFR, che ora è all'interno di un'enorme polpetta, ma Flint perde l'USB a causa dell'oblò danneggiato da una fetta di pizza, così si ritrova a dover chiamare suo padre per ricevere il file del codice sul telefono. Flint, Sam e Brent entrano nella polpetta, ma devono attraversare un lago di olio per friggere. L'isola intanto viene evacuata e gli scarti di cibo, che venivano gettati in una diga, si riversano in città e la travolgono.
Mentre Tim invia il codice a Flint, quest'ultimo e Sam tentano di scalare un burrone fatto di croccanti alle arachidi, ma Sam subisce una reazione allergica e Flint ordina a Brent di riportarla all'auto. Dopo che Sam e Flint dichiarano i loro sentimenti a vicenda, lo scienziato decide di buttarsi nel burrone e affrontare la macchina da solo. Raggiunto il FLDSMDFR, si accorge che il padre gli ha inviato il file sbagliato, ma riesce a sigillare l'ugello della macchina utilizzando le scarpe spray; il FLDSMDFR esplode assieme alla polpetta e dissolve la tempesta, che intanto si stava diramando in tutto il mondo. Il resto del gruppo ritorna senza Flint, che in un primo momento sembra morto, ma egli arriva portato in salvo da alcuni topo-uccelli prima dell'esplosione della polpetta. Tornati in città, Flint viene acclamato come un eroe, con il padre Tim che gli rivela il suo orgoglio e Sam che bacia lo scienziato, mentre il sindaco Shelbourne, in sovrappeso, è disperso in mare che dichiara che quando verrà salvato si metterà a dieta.

## Distribuzione
Il film è uscito negli Stati Uniti il 18 settembre 2009. In Italia è stato invece distribuito nelle sale a partire dal 23 dicembre 2009.

## Accoglienza

### Incassi
Negli Stati Uniti il film ha incassato 8.137.358 di dollari il primo giorno per poi arrivare a superare i 30 milioni la prima settimana dall'uscita. A livello mondiale la pellicola ha guadagnato 243 milioni di dollari.

### Critica
Il film è stato accolto positivamente dalla critica. Sull'aggregatore di recensioni Rotten Tomatoes ha ottenuto l'85% dei giudizi professionali positivi, con un voto medio di 7,3 su 10 basato su 143 recensioni, mentre su Metacritic ha un punteggio di 66 su 100 basato su 24 recensioni.

## Sequel
Un sequel dal titolo Piovono polpette 2 - La rivincita degli avanzi è uscito nelle sale statunitensi il 27 settembre 2013 e in quelle italiane il 25 dicembre.

## Serie animata
Dal 2017 va in onda su Cartoon Network un'omonima serie animata, trasmessa sul canale italiano dal 23 settembre dello stesso anno.
La serie è un prequel del film, con protagonista un Flint studente delle superiori, ancora alle prese con strambe invenzioni. Nella serie Sam appare come sua amica e nuova studentessa di Swallow Marina, ma Flint specifica nel primo episodio che quando Sam se ne andrà dall’isola lui cancellerà la memoria ad entrambi con un macchinario, in modo che non diventino tristi per aver perso un’amicizia; questo rivela quindi perché nel film non si conoscano pur essendosi già conosciuti da ragazzi.